# Čakovický rybník
Čakovický rybník (dříve Cukrovarský rybník nebo Biologický rybník) se nachází v Praze Čakovicích na Červenomlýnském potoce. Voda přitéká od západu, odtéká stavidlem na východ.

## Historie
Poprvé byl zaznamenán na mapě z roku 1945, ale o jeho výstavbě neexistují v kronikách žádné záznamy. Původně vznikl jako soustava odkalovacích nádrží k cukrovaru a od toho je odvozen jeho první název. Hladina byla rozdělena zdmi, které oddělovaly jednotlivé odkalovací nádrže, v nichž byla čištěna voda po vyprání cukrové řepy. Nádrž, která se nacházela nejblíže cukrovaru v jižní části, je od samotného rybníka oddělena. 
V 80. letech 20. století přibyla v jihovýchodní části rybníka dešťová usazovací nádrž k čištění vod z okolních průmyslových areálů. Zároveň bylo vybudováno betonové koryto potoka podél severního břehu rybníka, když předtím potok rybníkem protékal. 
Do roku 2001 náležel rybník do vlastnictví Pozemkového úřadu, od kterého ho koupil Český rybářský svaz. V roce 2020 opět změnil majitele, když ho koupilo hlavní město Praha za účelem celkové revitalizace.